# Néstor Mordini
Néstor Orlando Mordini Quiladrán (Córdoba, Argentina, 2 de marzo de 1966) es un exfutbolista y entrenador argentino, se desempeñaba como delantero. 

## Biografía
Néstor Mordini empezó a jugar en el Estudiantes de Río Cuarto de su natal Córdoba, a pesar de que llegó a ascender a la primera división de su país, fue estando en Belgrano cuando Mordini descubre Perú a través una propuesta del FBC Melgar de Arequipa. 
En una década que se caracterizó por la presencia de jugadores extranjeros en el futbol peruano, muchos con un nivel discreto. Sin embargo, el argentino, con su 1.87 m de altura y 83 kilos de peso, fue uno de los delanteros que dejó huella: anotó más de 40 goles con el equipo ‘Dominó’. 
Llegó junto a sus contemporáneos Gustavo Olmos y Edgardo Parmiggiani, fue su primera experiencia fuera de Argentina. “El hecho de convertirme en un jugador internacional y ser más valorado hizo que tome ese desafío y lo cumplí”, cuenta. 
El argentino continuó su rumbo en otros equipos del fútbol peruano como Cienciano de Cusco (donde es considerado por los hinchas uno de los mejores centrodelanteros que pasó por aquel club), Sport Boys del Callao, Alianza Atlético de Sullana, La Loretana, entre otros. Y en sus últimos años como profesional, jugó en China, donde defendió las camisetas de Kunming Club y el Shenyang Sealion. 
En enero de 1996, después de cuatro años en Perú, es contratado durante el mercado invernal por el General Paz Juniors, volviendo así a su natal Argentina, en el que apenas militó año y medio, debido a que el club fue descendido de categoría y se vio obligado a desprenderse de la mayoría de sus jugadores, por lo que regresó al Perú, a La Loretana al terminar la temporada. 
En 2000 regresó nuevamente a Perú para fichar por el Deportivo UPAO donde disputa una temporada para terminar su carrera. 
En su estadía en Perú, Mordini festejó 80 goles y se consagró como uno de los mejores extranjeros de la historia en el futbol peruano, convirtiéndose en un jugador emblemático y un ídolo para la afición de diversos equipos peruanos donde militó. 

### Breve periplo como entrenador
Luego de su retiro, estudió para ser técnico, buscando abrirse camino en esta nueva etapa. Se dedicó a la formación de nuevos valores y en 2019 fue designado para dirigir al Alianza Salsacate, equipo femenino de su localidad.
Actualmente, Mordini goza de una vida alejada del ruido, dedicado al campo y con la paz que inspira el cacareo de las gallinas y los mugidos de las vacas. 

## Clubes

### Estadísticas
| 1986    | Estudiantes de Río Cuarto | Argentina |                  | -  | -  |  |       |  |  |     |     |
| 1987    | Estudiantes de Río Cuarto | Argentina |                  | -  | -  |  |       |  |  |     |     |
| 1988    | Estudiantes de Río Cuarto | Argentina |                  | -  | -  |  |       |  |  |     |     |
| 1989    | Belgrano                  | Argentina |                  | -  | -  |  |       |  |  |     |     |
| 1990    | FBC Melgar                | Perú      | Liga 1           | 20 | 16 |  |       |  |  |     |     |
| 1991    | Cienciano                 | Perú      | Liga 1           | 23 | 11 |  |       |  |  |     |     |
| 1992    | Cienciano                 | Perú      | Liga 1           | 34 | 17 |  |       |  |  |     |     |
| 1993    | Sport Boys                | Perú      | Liga 1           | 31 | 16 |  |       |  |  |     |     |
| 1994    | Sport Boys                | Perú      | Liga 1           | 12 | 2  |  |       |  |  |     |     |
| 1994/95 | General Paz Juniors       | Argentina | Primera División | -  | -  |  |       |  |  |     |     |
| 1995/96 | General Paz Juniors       | Argentina | Primera División | -  | -  |  |       |  |  |     |     |
| 1996    | Alianza Atlético          | Perú      | Liga 1           | 21 | 8  |  |       |  |  |     |     |
| 1997    | La Loretana               | Perú      | Liga 1           | 19 | 4  |  |       |  |  |     |     |
| 1997/98 | Kunming Zheng He Shipman  | China     | Primera División | 35 | 12 |  |       |  |  |     |     |
| 1998/99 | Kunming Zheng He Shipman  | China     | Primera División | 8  | 1  |  |       |  |  |     |     |
| 2000    | Deportivo UPAO            | Perú      | Liga 1           | 16 | 3  |  | Total |  |  | 344 | 112 |